# China durante la Primera Guerra Mundial

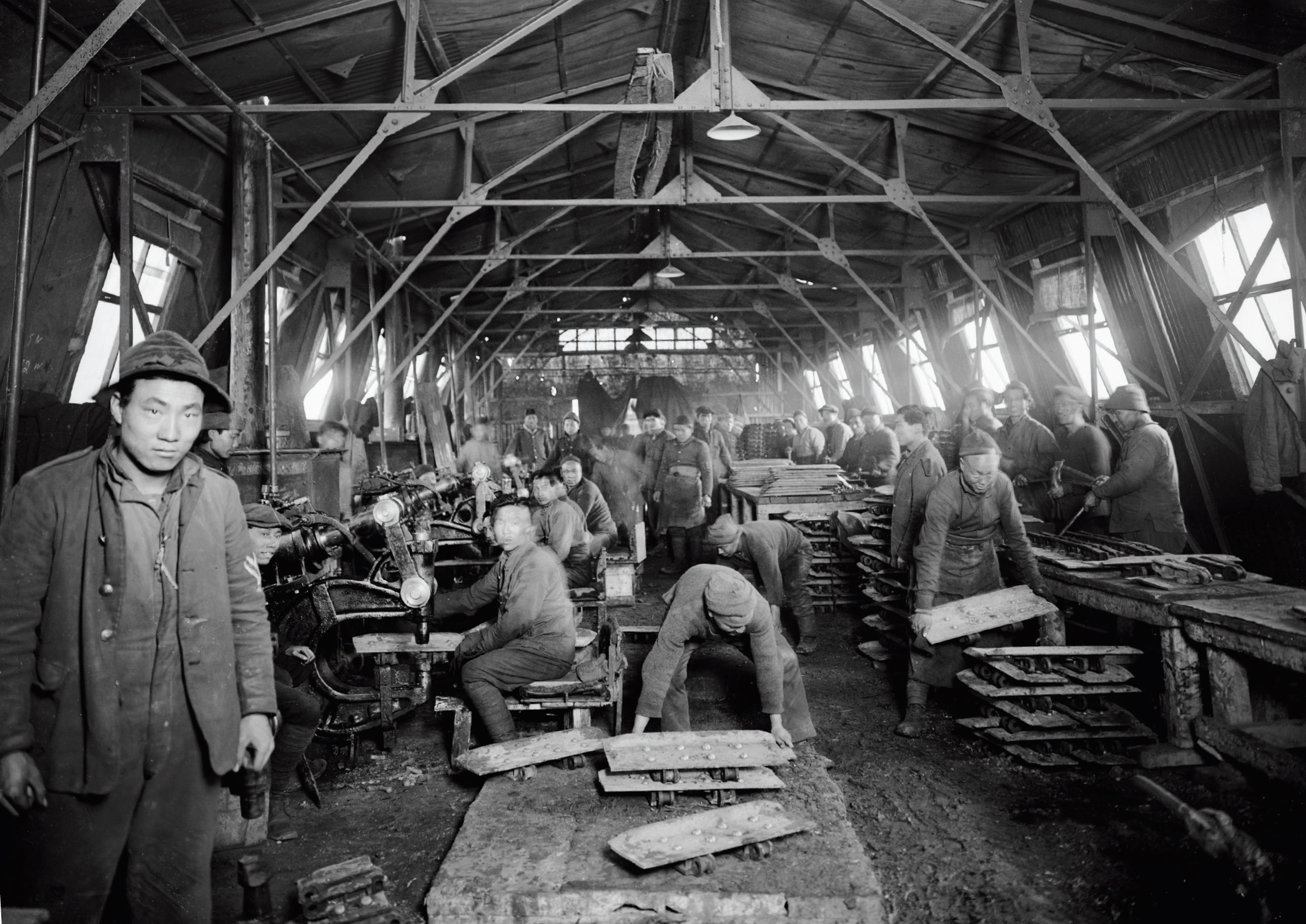
Trabajadores chinos durante la Primera Guerra Mundial

China participó en la Primera Guerra Mundial de 1917 a 1918 en alianza con las Entente. Aunque China nunca envió tropas al extranjero, 140.000 trabajadores chinos (como parte del ejército británico, el Cuerpo de Trabajo Chino) sirvieron para las fuerzas británicas y francesas antes del final de la guerra. Aunque neutral desde 1914, Tuan Ch'i-jui, primer ministro de la República de China, encabezó la participación china en la Primera Guerra Mundial. Tuan quería integrar China con Europa y Estados Unidos poniéndose del lado de los Aliados contra las Potencias Centrales. El 14 de agosto de 1917, China puso fin a su neutralidad y declaró la guerra al Imperio alemán y al Imperio austrohúngaro.

## Antecedentes

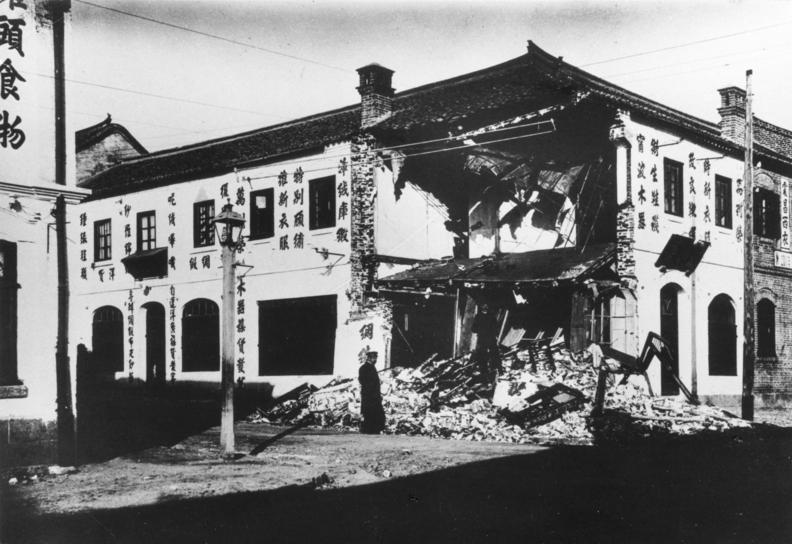
Edificio dañado tras el asedio de Tsingtao

La Primera Guerra Mundial comenzó en el momento en que China entró en un nuevo período tras el fin del feudalismo. En abril de 1912, el oficial militar chino Yuan Shih-kai ganó el poder y puso fin al gobierno de la dinastía Qing, Yuan se convirtió en presidente de la República de China mientras buscaba reforzar el gobierno central.
China era neutral al comienzo de la guerra, ya que el país era financieramente caótico, políticamente inestable y militarmente débil. Shikai intentó mantener la neutralidad de China en la guerra, una idea que fue favorecida por el encargado de negocios alemán en Pekín. En 1914, las fuerzas militares japonesas y británicas liquidaron algunas de las posesiones de Alemania en China. Yuan ofreció en secreto al diplomático británico John Jordan 50.000 soldados para retomar la colonia militar alemana en Tsingtao, pero fue rechazado. Japón capturó Tsingtao y ocupó partes de la provincia de Shantung.
En enero de 1915, Japón emitió un ultimátum llamado las Veintiuna exigencias al gobierno chino. Incluían el control japonés de los antiguos derechos alemanes, arrendamientos de 99 años en el sur de Manchuria, intereses en acerías y concesiones en materia de ferrocarriles. Después de que China rechazara la propuesta inicial de Japón, en mayo se transmitió un conjunto reducido de "Trece Demandas", con un plazo de dos días para responder. Yuan, que competía con otros señores de la guerra locales para convertirse en el gobernante de toda China, no estaba en condiciones de arriesgarse a una guerra con Japón y aceptó el apaciguamiento. La forma final del tratado fue firmada por ambas partes el 25 de mayo de 1915.

## Acontecimientos de 1916

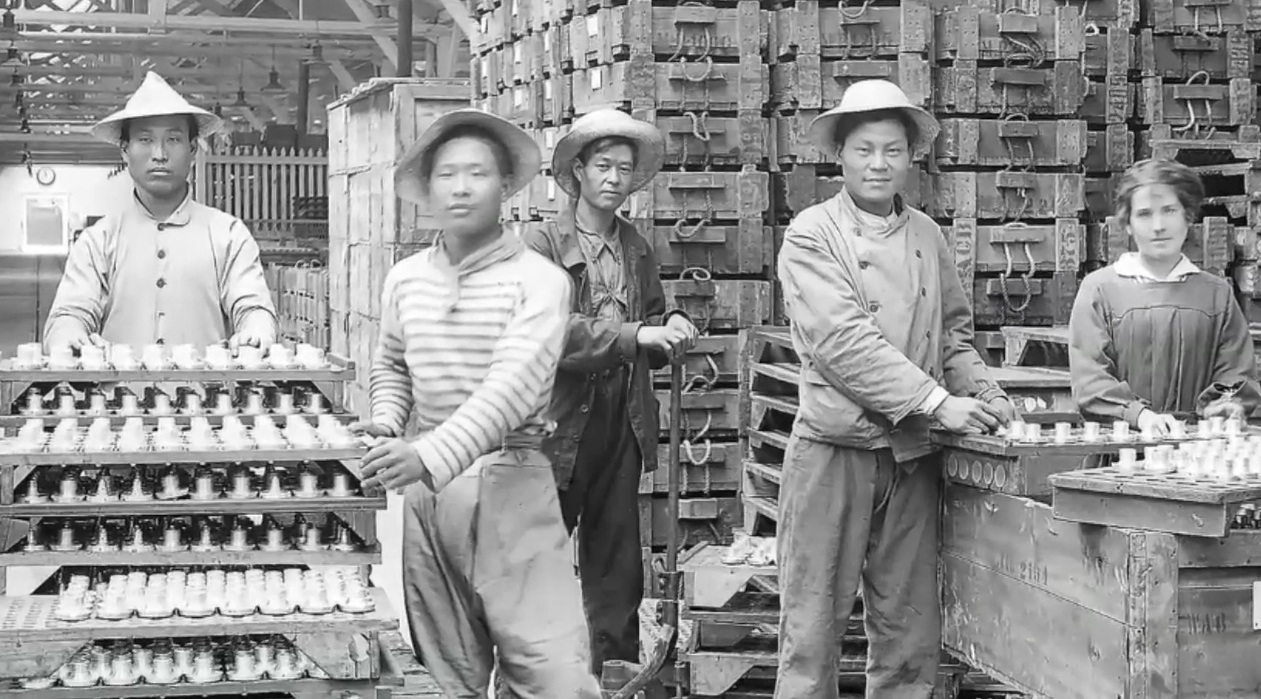
Trabajadores chinos en una fábrica de municiones.

Como China inicialmente no era una nación beligerante, el gobierno chino no permitió a sus ciudadanos participar en los combates. Sin embargo, en 1916, el gobierno francés inició un plan para reclutar chinos para que sirvieran como personal no militar. El 14 de mayo de 1916 se acordó un contrato para que China suministrara 50.000 trabajadores, y el primer contingente salió de Tientsin hacia Taku y Marsella en julio de 1916. El gobierno británico también firmó un acuerdo con las autoridades chinas para suministrar mano de obra. El reclutamiento fue iniciado por el Comité de Guerra de Londres en 1916, que formó el Cuerpo de Trabajo Chino. Se estableció una base de reclutamiento en Weihaiwei (entonces colonia británica) el 31 de octubre de 1916.
El Cuerpo de Trabajo Chino estaba compuesto por hombres chinos que procedían en su mayoría de Shantung, y en menor medida de las provincias de Liaoning, Kirin, Kiangsu, Hopeh, Honan, Anhui y Kansu. La mayoría viajó a Europa vía el Pacífico y por Canadá. Las decenas de miles de voluntarios se sintieron motivados por la pobreza de la región y las incertidumbres políticas de China, y también atraídos por la generosidad de los salarios ofrecidos por los británicos. Cada voluntario recibió una tarifa de embarque de 20 yuanes, seguida de 10 yuanes al mes para pagar a su familia en China.
Los trabajadores limpiaron minas, repararon carreteras y vías férreas y construyeron depósitos de municiones. Algunos trabajaron en fábricas de armamento y en astilleros navales. En ese momento se los consideraba mano de obra barata, ni siquiera se les permitía salir del campamento para confraternizar localmente y se los descartaba como meros culis.

## Acontecimientos de 1917

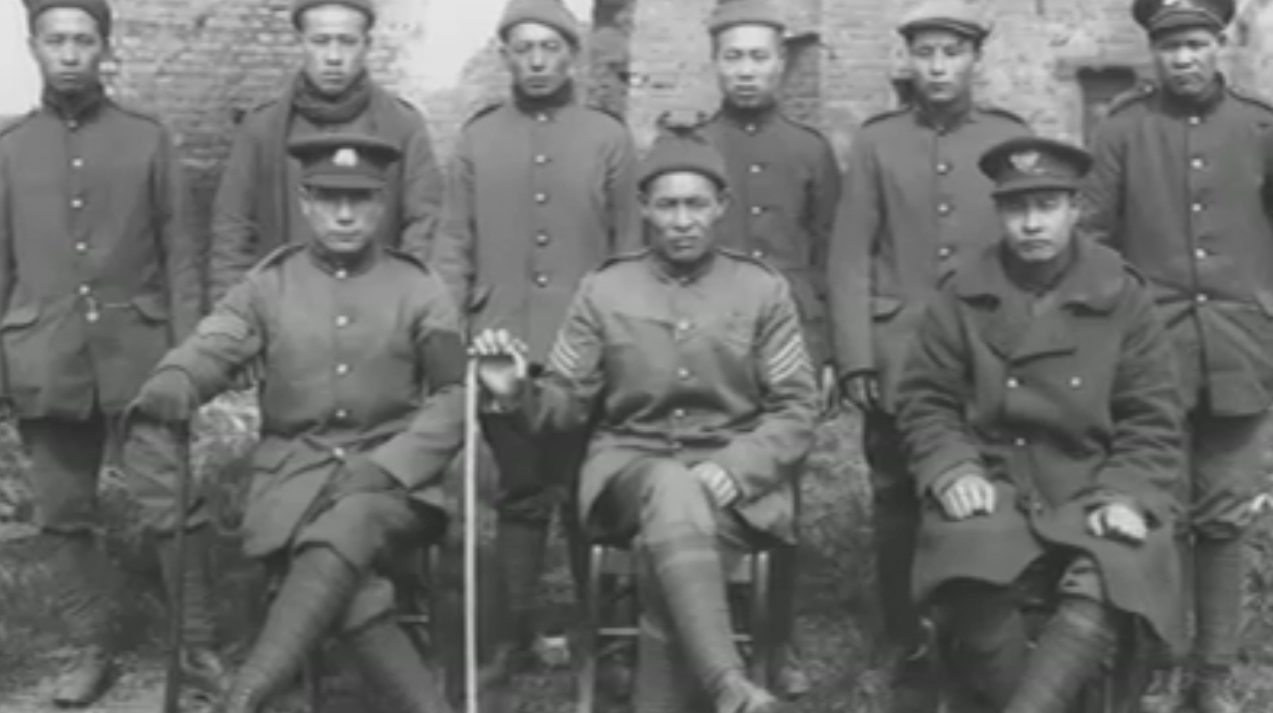
Un equipo de traductores chinos

El 17 de febrero de 1917, el submarino francés SMU - 65 hundió el barco francés de pasajeros y carga SS Athos. El barco transportaba a 900 trabajadores chinos, 543 de los cuales murieron, y posteriormente China rompió relaciones diplomáticas con Alemania en marzo. Los chinos declararon oficialmente la guerra a las potencias centrales el 14 de agosto, un mes después de la fallida Restauración manchú. Las concesiones alemanas y austrohúngaras en Tientsin y Hankow fueron rápidamente ocupadas por China.
Al entrar en la guerra, Tüan Ch'i-jui, primer ministro de la República de China, esperaba ganar prestigio internacional de los nuevos aliados de China. Buscó la cancelación de muchas de las indemnizaciones y concesiones que China se había visto obligada a firmar en el pasado. El objetivo principal era ganarle a China un lugar en la mesa de negociaciones de la posguerra, recuperar el control sobre la península de Shantung y reducir la esfera de influencia de Japón. China emitió oficialmente una declaración de guerra el 14 de agosto de 1917.
Después de que se declaró la guerra, el Departamento de Trabajo del gobierno chino comenzó a organizar oficialmente el reclutamiento de ciudadanos chinos como trabajadores. El gobierno consideró enviar una unidad de combate simbólica al frente occidental, pero nunca lo hizo.

## Acontecimientos de 1918

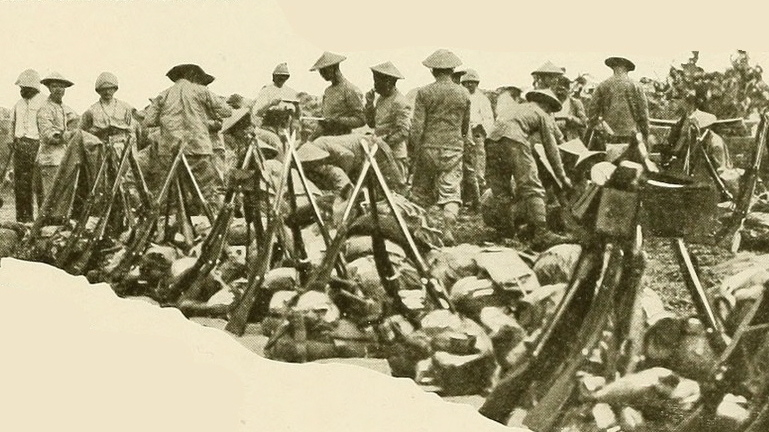
Infantería china de camino a Siberia.

El incidente del USS Monocacy ocurrió en enero de 1918. Se trataba de un ataque a la cañonera estadounidense Monocacy por parte de soldados chinos a lo largo del río Yangtze. El incidente dejó un estadounidense muerto. El gobierno chino se disculpó después de que estallaron las protestas en Shanghái y se pagaron 25.000 dólares en reparaciones a Estados Unidos. Fue uno de los múltiples incidentes en ese momento que involucraron disparos armados chinos contra buques extranjeros.
Aunque ninguna tropa china entró en combate en los teatros de la Primera Guerra Mundial, 2.300 tropas chinas fueron enviadas a Vladivostok en agosto de 1918 para proteger los intereses chinos durante la intervención siberiana. El ejército chino luchó tanto contra los bolcheviques como contra los cosacos. Este conflicto se considera parte de la Guerra Civil Rusa.
Después del armisticio del 11 de noviembre de 1918, la mayoría de los trabajadores chinos que servían en el extranjero fueron enviados a casa.

## Secuelas

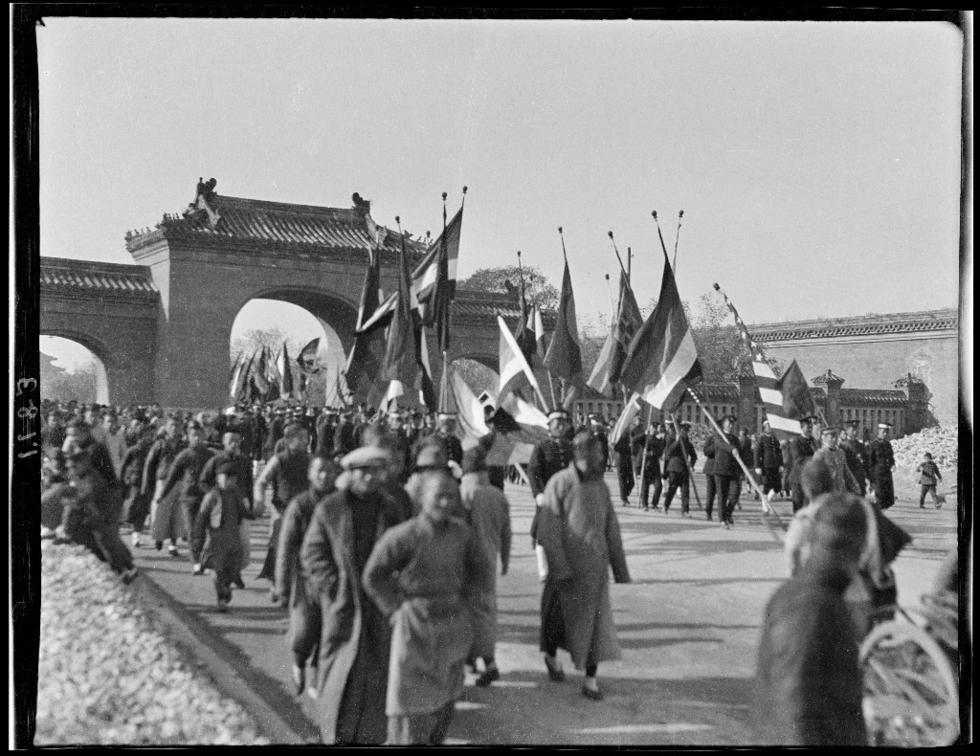
Celebración del fin de la Primera Guerra Mundial en Beijing

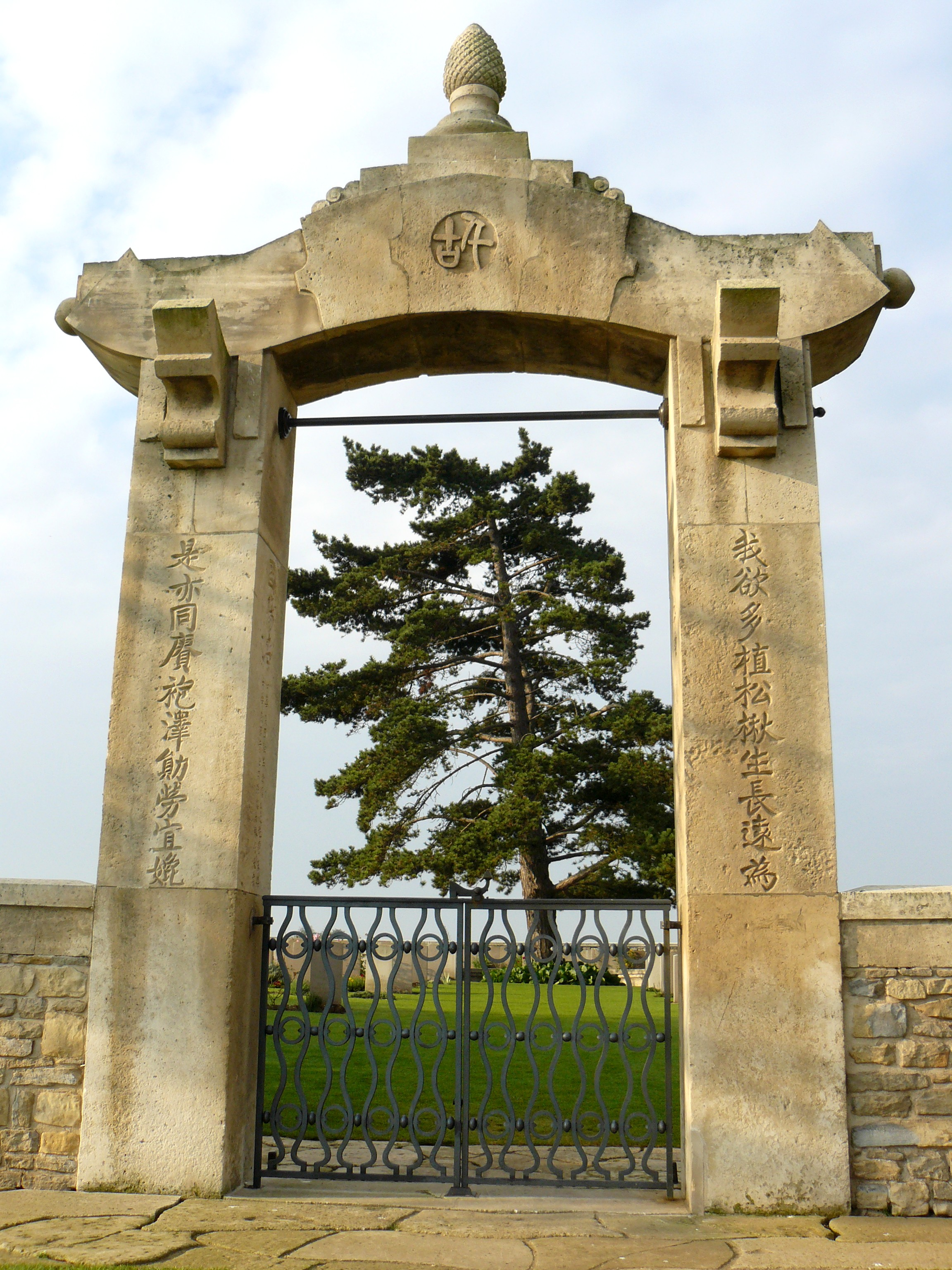
La entrada al cementerio chino de Noyelles-sur-Mer

Cuando terminó la guerra, algunos trabajadores chinos siguieron empleados para limpiar minas, recuperar los cuerpos de los soldados y rellenar kilómetros de trincheras. Si bien la mayoría finalmente regresó a China, algunos permanecieron en Europa después del colapso del Banco Industrial Nacional de China en 1920. Alrededor de 5.000 a 7.000 permanecieron en Francia, formando el núcleo de las comunidades chinas posteriores en París.
Se desconoce el número de ciudadanos chinos que murieron en la guerra y las estimaciones son controvertidas. Los registros europeos sitúan el número en sólo 2.000, mientras que los estudiosos chinos estiman que el número puede llegar a 20.000. Si bien la mayoría murió a causa de la epidemia de gripe española de 1918, también hubo víctimas de bombardeos, minas terrestres y malos tratos. Sus restos están enterrados en decenas de cementerios europeos. El cementerio de Noyelles-sur-Mer, por ejemplo, contiene 838 lápidas chinas.

### Conferencia de Paz de París

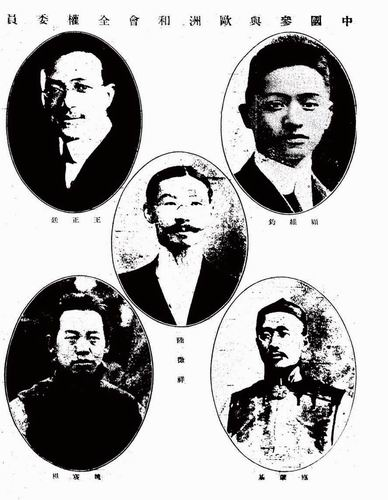
Miembros chinos de la Conferencia de Paz de París, 1919

China envió una delegación a la Conferencia de Paz de París. A China sólo se le asignaron dos escaños, ya que no había proporcionado tropas de combate. La delegación china estuvo encabezada por Lu Zhengxiang, quien estuvo acompañado por Wellington Koo y Tsao Ju-lin. Exigieron que la península de Shantung fuera devuelta a China y que se pusiera fin a las instituciones imperialistas como la extraterritorialidad, los guardias de las legaciones y los arrendamientos en el extranjero. Las potencias occidentales rechazaron estos reclamos y permitieron que Japón retuviera territorios en Shantung que habían sido rendidos por Alemania después del asedio de Qingdao.
La aparente débil respuesta del gobierno chino provocó un aumento del nacionalismo chino. El 4 de mayo de 1919 comenzaron las protestas estudiantiles generalizadas en China, con un movimiento en Beijing que involucró principalmente a jóvenes estudiantes, público en general, ciudadanos, empresarios y otras clases, a través de manifestaciones, peticiones, huelgas y enfrentamientos violentos con el gobierno, siguieron con el apoyo de estudiantes y trabajadores en Tianjin, Shanghái, Guangzhou, Nankín, Hangzhou, Wuhan y Jinan. Este levantamiento llegó a ser conocido como Movimiento del Cuatro de Mayo. El objetivo fundamental de este movimiento era lograr que el gobierno se negara a firmar el Tratado de Versalles. Así, la delegación china en la conferencia fue la única que no firmó el tratado en la ceremonia de firma.